# Estime de soi
 (juin 2016).
L’estime de soi est, en psychologie, un terme désignant le jugement ou l'évaluation qu'une personne a de sa propre valeur. Lorsqu'un individu accomplit un acte qu'il pense valable, il ressent une valorisation ; lorsqu'il évalue ses actions comme étant en opposition à ses valeurs, il réagit en « baissant dans son estime ». Cette notion se distingue de la « confiance en soi » qui, bien que liée — elle peut être à son origine —, est en rapport avec des capacités plus qu'avec des valeurs .

## Développement
Les expériences vécues par un individu durant sa vie développent son estime de soi. Des expériences positives peuvent favoriser un regard positif porté sur soi-même, et inversement. Durant les premières années de la vie d'un enfant, les parents influencent significativement le développement de son estime de soi, que ce soit en positif ou en négatif. Un amour inconditionnel, selon les ouvrages sur la parentalité, est d'une influence notable pour un développement émotionnel stable. Ces émotions affectent l'estime de soi de l'enfant lorsqu'il grandit.
De nombreuses études expérimentales en psychologie du développement montrent des liens de cause à effet entre l'attachement sécure ou sécurisant (cf. théorie de l'attachement) et la confiance en soi ultérieure.
Pendant les périodes scolaires, les notes représentent un facteur contribuant à l'estime de soi. Un élève qui réussit ou échoue constamment affecte son estime de soi. Les expériences en société sont un autre facteur qui influe significativement. Un enfant, à l'école, peut commencer à se comparer à ses camarades de classe. Ces comparaisons jouent un rôle important dans l'estime de soi de l'enfant et influencent l'avis négatif ou positif qu'il a de lui,. À l'adolescence, l'opinion sur l'estime de soi et le regard sur soi deviennent plus importants, car les adolescents se comparent en fonction de leurs relations avec leurs proches amis. Une relation aisée avec des amis est très importante pour le développement de l'estime de soi chez les enfants. L'acceptation sociale amène également une forte estime de soi, tandis que le rejet et la solitude amènent le doute et favorisent le développement d'une faible estime de soi.
L'attitude parentale et le style parental jouent un rôle crucial dans le développement de l'estime de soi. Une éducation basée sur l'attention et l'encouragement conduit les enfants à avoir une forte estime de soi, ce qui leur permet de prendre des décisions plus rapidement. Des études rapportent un lien positif entre un style parental autoritatif et le développement de l'estime de soi, comparé aux styles parentaux dits autoritaire, indulgent ou négligent,,.
Les bonnes expériences vécues durant l'enfance qui contribuent au développement d'une bonne estime de soi impliquent l'attention des autres, des paroles respectueuses, une attention et une affection appropriées, ainsi que la reconnaissance de tâches effectuées avec succès. Les mauvaises expériences qui contribuent au développement d'une faible estime de soi impliquent de fortes critiques, du harcèlement ou abus physique, moral ou sexuel, être ignoré, ridiculisé ou intimidé.

## Types

### Forte estime
Une forte estime de soi peut impliquer les caractéristiques suivantes :
- croyance ferme en ses propos et principes, toujours prêt à se défendre face à l'adversité, et confiance en soi[13] ;
- capacité à faire les choix qui semblent corrects, sans culpabilité vis-à-vis des autres[13] ;
- capacité à aller de l'avant, sans se préoccuper des événements passés ou à venir[13] ;
- capacité à résoudre pleinement un problème, sans hésitation ni difficultés ; il peut demander l'avis des autres[13] ;
- considération, ne se sent ni inférieur ni supérieur aux autres, et accepte les différences propres aux autres[13] ;
- résistance à la manipulation, collaboration avec les autres[13] ;
- admission et acceptation des opinions et avis partagés, qu'ils soient positifs ou négatifs[13] ;
- capacité à apprécier pleinement toute une variété d'activités[13] ;
- sensibilité aux besoins des autres ; respect général des lois sociales[13].

### Faible estime
Une faible estime de soi peut montrer les caractéristiques suivantes :
- auto-critique importante, créant un état habituel d'insatisfaction de soi[13] ;
- hypersensibilité aux critiques ; un individu ayant une estime de soi basse se sent facilement attaqué et éprouve de façon permanente des ressentiments face aux critiques[13] ;
- indécision chronique, souvent à la suite d'une peur exagérée de faire une erreur[13] ;
- Perfectionnisme, qui conduit à vouloir faire quelque chose parfaitement ou sans erreur, (il se trouve inquiet), au risque notamment de causer une frustration[13] ;
- culpabilité, qui mène à des ruminations des erreurs faites dans le passé[13] ;
- irritabilité, ou constamment sur la défensive même sans raison apparente[13] ;
- pessimisme, point de vue négatif généralisé[13] ;
- envie[13].

Lorsqu'une idée est mal reçue, un individu souffrant d'une faible estime peut le prendre personnellement et se sentir dévasté. Cela peut avoir de lourdes conséquences lorsque la personnalité physique ou morale, les actions ou l'égo d'un individu sont directement visés. Ces individus remontent leur estime de soi s'ils réussissent à atteindre un but qu'ils s'étaient fixé ; cependant, ils peuvent revenir à une faible estime s'ils échouent de nouveau.

## Théories
James (1890), Cooley (1902) et Mead (1934) ont été parmi les premiers à évoquer cette notion.
Pour James, l'estime de soi est le résultat d'un rapport entre nos succès et nos prétentions dans les domaines importants de la vie. En d'autres termes, le postulat de James est que l'estime de soi est le rapport entre ce que sont réellement les humains et ce qu'ils veulent être (leur idéal de soi). Certaines recherches empiriques montrent que plus l'écart entre le soi réel et l'idéal de soi est important, plus l'estime de soi est faible. Cooley postule qu'autrui serait un miroir dans lequel nous nous percevons et que les jugements d'autrui sur nous seraient intériorisés et créeraient les perceptions qu'un individu possède de lui. Mead postule, lui, que ce serait la moyenne de ces jugements qui serait intériorisée. Un exemple des travaux empiriques sur le jugement d'autrui et l'estime de soi peut être trouvé dans les travaux de Cole[Qui ?]. Le locus de contrôle de Rotter (1966) définit l'estime de soi comme la croyance de l'individu qu'il est acteur des évènements de sa vie (lieu de contrôle interne) ou victime (lieu de contrôle externe). Dans la hiérarchie des besoins de Maslow (1970), l'estime de soi correspond à une double nécessité pour l'individu : se sentir compétent et être reconnu par autrui.
Le sentiment d'auto-efficacité (2002), selon Bandura (qui correspond à la perception selon laquelle un individu peut mettre en œuvre une suite d'action pour arriver à un but donné) et l'estime de soi représentent deux construits théoriques distincts. L'estime de soi peut provenir d'auto-évaluations basées sur la compétence personnelle, mais aussi sur la possession de caractéristiques personnelles investies de valeurs positives ou négatives selon la culture (statut social…). Dans sa perspective, l'estime de soi est multidimensionnelle (travail, vie sociale…). Il précise qu'il n'y a pas de lien systématique entre le sentiment d'auto-efficacité et l'estime de soi. Il existe des domaines qui favorisent ou défavorisent l'estime de soi. Par exemple, quelqu'un s'évaluant mauvais mathématicien mais qui n'accorde pas d'importance à cette activité ne tirerait pas de conclusion négative sur sa valeur personnelle. Inversement, une personne pourrait s'estimer compétente professionnellement, et en tirer une valeur négative par la nature de l'activité (huissier, tireur d'élite, prostitution).
Les travaux de Coopersmith (1967) visent à démontrer la non corrélation significative entre l'estime de soi de l'enfant et la fortune, l'éducation ou la profession de ses parents. Le seul facteur qui influencerait fortement l'estime de soi de l'enfant serait la qualité de sa relation avec ses parents. Harter (1978) souligne l’aspect vital de l’approbation pour l'estime de soi de l’enfant, à la fois pour encourager certains comportements et comme source d’informations sur l’adéquation de ses performances. Ces renforcements positifs remplissent deux fonctions : ils apportent de la stimulation et de l’affection, de même qu’ils favorisent le processus d’indépendance et de recherche de maîtrise. La source de cette approbation se modifie avec l'âge de l'enfant : jusqu'à 3 ans, ce dernier accorderait plus d'importance à l'avis de ses parents ; puis, peu à peu, ce serait l'approbation des pairs qui serait recherchée (avec un paroxysme à l'adolescence).
Selon d'autres chercheurs, le « rang » de naissance semblerait également jouer un rôle sur l'estime de soi de l'enfant et du futur adulte : ainsi, les cadets auraient une estime de soi légèrement plus basse que les aînés mais seraient plus populaires et plus à l'aise que ces derniers en société. Les aînés, quant à eux, jouiraient d'une estime de soi légèrement plus élevée, axée sur la performance et connaîtraient, en général, une meilleure réussite scolaire. Naître dans la caste des intouchables n'encouragerait pas a priori une estime de soi importante, mais le contexte culturel modifierait aussi l'estime de soi. Selon certaines sources, la question de l'estime de soi serait à rattacher à celle de la délinquance et fournirait ainsi un champ d'action pour la contrôler. Cependant, selon d'autres, une estime de soi élevée ne serait pas nécessairement un atout : dans une étude célèbre, Baumeister, Boden et Smart, suggèrent qu'une haute estime de soi peut être corrélée à des actes de violence ou d'agression en cas de menace du concept de soi, c’est-à-dire en cas d'atteinte à l'amour-propre.
Il n'existe actuellement pas de consensus sur une définition de l'estime de soi. Mais la plupart des chercheurs, malgré des divergences parfois importantes, s'entendent sur un point : l'estime de soi se « mériterait ». Soit qu'il s'agisse de gagner un sentiment d'appartenance en se conformant aux exigences du miroir social, soit qu'il faille atteindre un objectif particulier pour s'autoriser une fierté personnelle, soit enfin qu'il convienne de respecter des « piliers » moraux afin que la réalité récompense la vertu (Branden, 1994). Pour jouir du privilège d'une bonne estime de soi, il faudrait donc s'ajuster à des principes extérieurs à soi.

## Sociologie et santé: le sentiment de contrôle
(2 juin 2016).
Une étude pluridisciplinaire sur les facteurs des différents états de santé a été réalisée dans le cadre d'un projet mené de 2002 à 2005 dans trois territoires québécois (urbain, banlieue et rural), offrant des bilans de santé contrastés. Des approches techniques et méthodologiques (démarche empirique, approche territoriale) ont été utilisées, tels le SIG (Système d'information géographique), enquêtes de terrain, entrevues qualitatives (auprès des acteurs), approches quantitatives (enquêtes téléphoniques de 170 questions). Lors de ces dernières auprès d’un échantillon représentatif des populations étudiées, le sentiment de maîtrise (ou de « contrôle ») a été mesuré à l’aide d’un indice développé par Pearlin et Schooler (1978), un des indicateurs psychosociaux admis comme l'un des plus pertinents pour l’explication du gradient social de santé. Les territoires choisis étaient : 1) le centre-ville, caractérisé par une population vivant avec de faibles revenus, ouvrière 2) la banlieue, classe moyenne, connaissant une dévitalisation et 3) le rural, société traditionnelle, ruralisation. Les écarts les plus flagrants sont constatés entre la banlieue et le centre-ville.
Les résultats de l'étude démontreraient un lien entre l’indice du sentiment de contrôle (qui serait mis en équation avec l'estime de soi [incompréhensible]) et les inégalités de santé. Dans le centre-ville, 24 % de la population estime avoir un faible sentiment de contrôle. Dans les banlieues, il est estimé que les taux de sentiments de contrôle sont plus élevés. La situation du milieu rural rejoint sensiblement celle de la banlieue où le sentiment de contrôle est le plus fort chez les personnes qui ont une activité rémunérée. Le fait de vivre dans un lieu plus qu'un autre aurait un impact sur le sentiment de contrôle chez les personnes.
Certains chercheurs proposent un lien entre le milieu de vie, le sentiment de contrôle et la construction des inégalités sociales de santé en s’appuyant sur des informations qualitatives obtenues lors des entrevues individuelles. Les personnes les plus fragiles et les plus défavorisées (santé physique, mentale, sentiment de contrôle) semblent être les hommes de 45 à 65 ans, pour le centre-ville et les familles monoparentales, tous territoires confondus (centre-ville, banlieue et zone rurale).

## Rationalité
L'estime de soi suppose une évaluation du soi, considéré comme une entité stable et définie une fois pour toutes alors qu'à l'évidence il s'agirait en réalité d'un processus, impermanent[Quoi ?] par essence. Ainsi, un élève qui échoue à un examen peut douter de ses capacités d'études, mais cette conclusion subjective n'est pas nécessairement rationnelle. Un tel saut logique, erroné, aura un retentissement sur ses performances futures : le résultat viendra confirmer la certitude par le jeu pervers de prophéties auto-réalisatrices. Au contraire, une réussite soudaine peut enfler l'estime de soi au point de surestimer sa valeur.
Albert Ellis, fondateur de la thérapie « émotivo-cognitivo-comportementale » a combattu l'idéologie de l'estime de soi, enseignant une philosophie de l'acceptation inconditionnelle de soi à l'opposé de toute mesure de la valeur d'un individu. Ellis appelle la tendance pour le moins « névrotique » des êtres humains à s'auto-évaluer le « complexe de Jéhovah ». Selon lui, tout commencerait lorsqu'un individu réalise une bonne performance dans une situation donnée. En conséquence de ce premier constat, le « complexe de Jéhovah » se manifesterait et conduirait le sujet à une conclusion fallacieuse : puisqu'il a obtenu un bon résultat, il prendrait de la valeur. Ellis note cependant qu'il suffirait d'une contre-performance dans le futur pour que le « complexe de Jéhovah » se transforme rapidement en « complexe de ver de terre ». Ellis tente de démontrer que, philosophiquement parlant, la notion de « valeur » d'un être humain n'est pas tenable. Il plaide alors pour une seule évaluation, celle des comportements. Mais, selon lui, la personne n'est pas le comportement et la stupidité d'un acte ne définit pas son auteur. Dans cette thèse, les principes de la Sémantique générale à laquelle Ellis reconnaît d'ailleurs une parenté directe avec ses propres thèses sont exposés.
Certains chercheurs proposent une alternative aux « montagnes russes » émotionnelles que constituerait cette évaluation interne de soi : l'arrêt pur et simple de toute évaluation au profit d'une évaluation de ses comportements et de sa satisfaction personnelle.

## Rationalisation
Pour conserver son estime de soi, quand un individu a commis ou est sur le point de commettre un acte répréhensible, ou non conforme à la morale ou contraire à ses valeurs personnelles, il peut faire appel (plus ou moins consciemment) à des mécanismes psychologiques dits de neutralisation de la culpabilité. Ces mécanismes lui permettent d'auto-justifier (de « rationaliser») cet acte en « éteignant » ses «protestations intérieures», morales ou éthiques. Il trouve alors par exemple des « justifications et des excuses à un comportement déviant ». 

## Santé mentale et mortalité
L'Organisation mondiale de la santé affirme l'importance de fortifier l'estime de soi des étudiants pour prévenir le suicide des enfants et adolescents contre la détresse mentale et les situations difficiles de la vie.

### Impact sur le processus d'apprentissage des adultes
La dynamique identitaire de l’adulte n’est pas cristallisée. Elle est en évolution ou en baisse permanente en fonction de ses perceptions qui sont elles-mêmes fonctions de la dynamique entre sa vie professionnelle mais aussi privée et sociale.
Le processus d'apprentissage des adultes nécessite alors de la part de l'adulte la mobilisation d’un certain nombre de ressources qui vont lui permettre de progresser et donc de réussir. Certaines sont directement liées à l’estime de soi.
Une bonne estime de soi va permettre à l’adulte de se motiver et d’être très engagé dans son processus d’apprentissage. Cet engagement se poursuivra par le sentiment d'efficacité, une sorte de fierté. Le formateur va alors chercher à maintenir cette situation en lui renvoyant une image positive de lui.
En revanche face à un adulte qui n’a pas de bonnes perceptions de lui, le formateur bienveillant devra à travers des feedbacks positifs ainsi qu'à travers le processus d’identisation lui redonner confiance et concentration nécessaire afin qu'il puisse remettre en cohésion ses réalisations et ses aspirations.
On voit bien que l’estime de soi est vecteur de motivation, d’engagement et de persévérance dans l’activité.
On constate alors que l’apprentissage d’un adulte est difficile sans l’estime de soi. En revanche, le schéma inverse est possible. Il est tout à fait possible à partir d’un apprentissage de revaloriser l’estime de soi.

## Autoévaluation de l'estime de soi
L'échelle d'estime de soi de Rosenberg (en) (RSES, en anglais), développée par le sociologue et docteur Morris Rosenberg, est une mesure auto-évaluée de l'estime de soi largement utilisée dans les recherches en sciences sociales. Elle utilise une échelle de valeur de 0 à 30 où un score inférieur à 15 pourrait indiquer un problème de faible estime de soi.
L'échelle d'estime de soi de Rosenberg est conçue de la même manière que les enquêtes sociologiques. Elle est composée de dix items de type Échelle de Likert auxquels on répond par une graduation allant de « Tout à fait d'accord » à « Pas du tout d'accord ». Cinq de ces items sont formulés positivement et 5 négativement. L'échelle mesure l'état d'estime de soi en demandant au répondant de communiquer sur leurs ressentis. L'échelle a été initialement développée pour étudier l'estime de soi sur une population de 5024 lycéens de 10 écoles tirées au hasard de l'état de New York. L'échelle d'estime de soi de Rosenberg est considérée comme un outil valide et fiable d'évaluation de l'estime de soi.
Cette échelle a été traduite et adaptée dans différentes langues comme le persan, le français, le chinois, l'italien, l'allemand, le portugais et l'espagnol. Cette échelle est largement utilisée dans des études interculturelles dans plus de 53 différents pays.